# Ribotipia
El ribotipado o ribotipia (en inglés: ribotyping) es una técnica que se basa en los polimorfismos de longitud de fragmentos de restricción (RFLP) de secuencias genómicas codificantes de ARN ribosomales (rRNA 16S y 23S principalmente). Permite obtener una impronta genética o "fingerprint" útil para identificar y tipificar cepas de microorganismos.